# 杰里米·施泰因
杰里米·哈伊姆·施泰因（1960年10月17日—）是哈佛大学经济系主任、教授，也是一名投资行业顾问。他在2008年担任美国金融协会主席，在2012年至2014年担任联邦储备委员会理事。

## 教育经历
施泰因出生于一个世俗化犹太家庭，他的父母均是二战中迁往美国的犹太难民，父亲是数学家埃利亚斯·施泰因。1983年，施泰因以“最优秀成绩”获得普林斯顿大学经济系学士学位。他在大学里曾是体操队的队长之一，擅长吊环。1986年，他在麻省理工学院经济系获得博士学位。1998年他与 Kenneth A. Froot 合写的论文《综合性研究：金融机构的风险管理、资本预算与资本结构政策》获得詹森奖。

## 个人生活
施泰因已婚并育有三个孩子，居住于波士顿。他的女儿卡洛琳目前是麻省理工学院经济系的一名研究生。